# Mus baoulei
Mus baoulei är en däggdjursart som först beskrevs av Vermeiren och Verheyen 1980.  Mus baoulei ingår i släktet Mus och familjen råttdjur. IUCN kategoriserar arten globalt som livskraftig. Inga underarter finns listade i Catalogue of Life.
Arten är en av de mindre medlemmarna i släktet. Håren som bildar ovansidans päls är gråa nära roten och brun vid spetsen vad som ger ett gråbrunt till mörkbrunt utseende. På kroppens sidor förekommer inslag av rött eller gul. Den vita pälsen på undersidan är tydlig avgränsad. Huvudet kännetecknas av små orange fläckar framför ögonen samt framför öronen. Svansen är bara lite längre än hälften av övriga kroppsdelar tillsammans (huvud och bål). Kroppslängden (huvud och bål) är 56 till 70 mm, svansen är 38 till 45 mm lång och vikten ligger vid 6 till 8 g. Arten har 12 till 15 mm långa bakfötter och 10 till 12 mm stora öron.
Denna mus förekommer i västra Afrika i Ghana och Elfenbenskusten och kanske i Guinea, Sierra Leone och Togo. Habitatet utgörs av savanner och av angränsande skogar. Exemplaren är främst nattaktiva.